# Грейсвилл (тауншип)
Грейсвилл (англ. Graceville) — тауншип в округе Биг-Стон, Миннесота, США. На 2000 год его население составило 205 человек.

## География
По данным Бюро переписи населения США площадь тауншипа составляет 90,5 км², из которых 85,2 км² занимает суша, а 5,3 км² — вода (5,87 %).

## Демография
По данным переписи населения 2000 года здесь находились 205 человек, 54 домохозяйства и 48 семей.  Плотность населения —  2,4 чел./км².  На территории тауншипа расположено 62 постройки со средней плотностью 0,7 построек на один квадратный километр. Расовый состав населения: 100,00 % белых.
Из 54 домохозяйств в 48,1 % воспитывались дети до 18 лет, в 88,9 % проживали супружеские пары и в 9,3 % домохозяйств проживали несемейные люди. 9,3 % домохозяйств состояли из одного человека, при том 7,4 % из — одиноких пожилых людей старше 65 лет. Средний размер домохозяйства — 3,80, а семьи — 4,08 человека.
39,5 % населения — младше 18 лет, 8,8 % — в возрасте от 18 до 24 лет, 22,4 % — от 25 до 44, 19,0 % — от 45 до 64, и 10,2 % — старше 65 лет. Средний возраст — 26 лет. На каждые 100 женщин приходилось 89,8 мужчин.  На каждые 100 женщин старше 18 приходилось 103,3 мужчин.
Средний годовой доход домохозяйства составлял 25 833 доллара, а средний годовой доход семьи —  24 750 долларов. Средний доход мужчин —  25 625  долларов, в то время как у женщин — 23 750. Доход на душу населения составил 7826 долларов. За чертой бедности находились 36,4 % семей и 43,9 % всего населения тауншипа, из которых 50,6 % младше 18 лет.